# 阿爾文 (喬治亞州)
阿爾文（英語：Alvin）是位於美國喬治亞州麥迪遜縣的一個非建制地區。該地的面積和人口皆未知。

## 地理
阿爾文的座標為34°14′03″N 83°19′27″W / 34.23417°N 83.32417°W，而該地的平均海拔高度為257米（即843英尺）。